# 卓筒井镇
卓筒井镇，是中华人民共和国四川省遂宁市大英县下辖的一个乡镇级行政单位。

## 行政区划
卓筒井镇下辖以下地区：
卓源社区、安乐村、德钱村、东坡村、关昌村、花牌湾村、槐花村、汇龙桥村、快活岭村、立山村、骑龙寨村、青和村、青木村、三兴村、胜福村、石马村、铁板桥村、铜盆寨村、土地井村、万马村、为干屏村、吴家桥村和蓄金村。

## 特产
卓筒井盐：中国地理标志产品。